# Dreamland (album de Robert Miles)
Pour les articles homonymes, voir Dreamland.
Albums de Robert Miles
23am
(1997)
Singles
1. Children
Sortie : 14 novembre 1995
2. Fable
Sortie : 27 mai 1996
3. One and One
Sortie : 21 octobre 1996

Dreamland est le premier album de Robert Miles, sorti en juin 1996 sur le label Arista aux États-unis, chez Happy Music en France et sur Motor Music en Allemagne. Il contient les hits singles Children et Fable. À noter que l'album est ressorti en 1996 en incluant 2 nouveaux titres : One & One chanté par Maria Nayler et l'instrumental 4 US.

## Pistes
| No  | Titre                       | Durée |
| --- | --------------------------- | ----- |
| 1.  | Children (Dream Version)    | 7:05  |
| 2.  | Fable (Message Version)     | 6:23  |
| 3.  | Fantasya                    | 5:44  |
| 4.  | Landscape                   | 6:02  |
| 5.  | In My Dreams                | 6:15  |
| 6.  | Princess of light           | 6:21  |
| 7.  | Fable (Dream Version)       | 7:13  |
| 8.  | In The Dawn                 | 8:00  |
| 9.  | Children (Original Version) | 6:20  |
| 10. | Red Zone                    | 6:57  |
| 11. | One & One                   | 4:00  |
| 12. | 4 US                        | 7:49  |

## Ventes
En France, l'album se vendit à plus de 340 000 exemplaires. Compilé aux ventes à l'international, c'est l'album de dream trance le plus vendu au monde avec 2 millions de copies.